# توهان (ناحیه میلنیک)
توهان (به چکی: Tuhaň) یک منطقهٔ مسکونی در جمهوری چک است که در ناحیه میلنیک واقع شده‌است. توهان ۴٫۶۱ کیلومتر مربع مساحت و ۶۵۳ نفر جمعیت دارد و ۱۵۹ متر بالاتر از سطح دریا واقع شده‌است.